# 612 v.Chr.
Het jaar 612 v.Chr. is een jaartal volgens de christelijke jaartelling.

## Gebeurtenissen

### Assyrië
- Dur-Katlimmu is ingelijfd door Babylonië.[1]
- De Babyloniërs onder koning Nabopolassar en Cyaxares II, koning der Meden belegeren Ninive. Ninive en de andere Assyrische steden worden vernietigd, koning Sin-shar-ishkun wordt gedood.
- Assur-uballit II, een Assyrische generaal vlucht naar Harran in Turkije.
- De val van Ninive luidt de ondergang in van het Assyrische Rijk.

### Klein-Azië
- Koning Alyattes II van Lydië sluit een vredesverdrag met Thrasybulus van Milete.

### Egypte
- Assur-uballit II roept zich met steun van farao Psammetichus I uit tot koning van Assur.

### Italië
- Koning Lucius Tarquinius Priscus laat de moerassen tussen de Romeinse heuvels droogleggen.
- Rome krijgt meer de allure van een grote stad en gaat de omliggende steden domineren.

## Overleden
- Sin-shar-ishkun, koning van Assyrië